# Kfz-Kennzeichen (Paraguay)

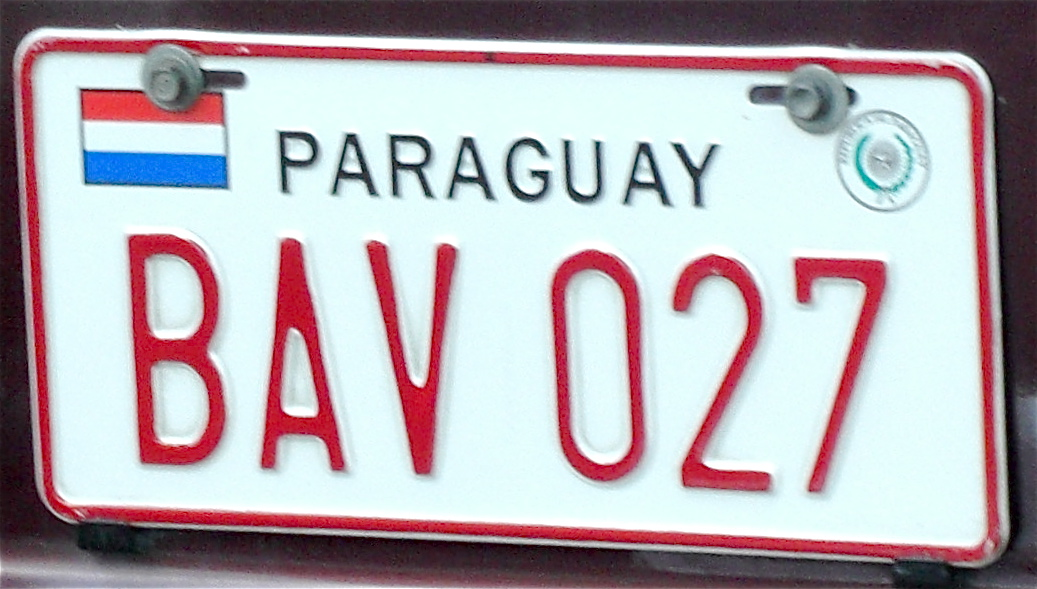
Aktuelles Kennzeichen aus Paraguay

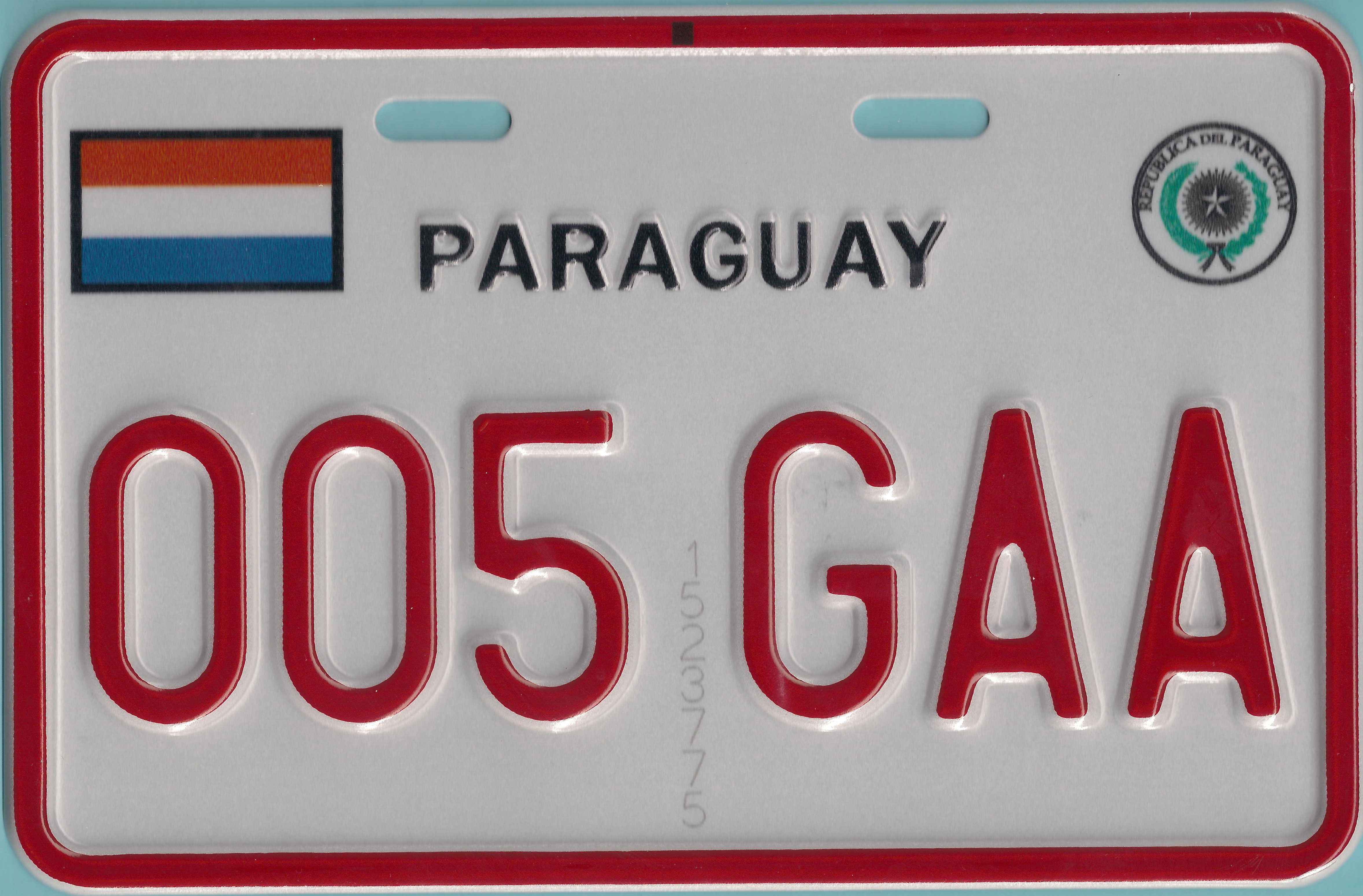
Motorradkennzeichen

Das aktuelle Kfz-Kennzeichensystem Paraguays wurde 1999 eingeführt. Die Schilder sind 320 mm × 170 mm groß und besitzen einen roten Rahmen sowie rote Schrift auf weißem Hintergrund. Am oberen Rand befindet sich links die Flagge Paraguays, rechts das Nationalwappen und in der Mitte der Schriftzug PARAGUAY.
Die eigentliche Aufschrift besteht aus drei Buchstaben und drei Ziffern, die fortlaufend vergeben werden und so keine Rückschlüsse auf die genaue Herkunft des Fahrzeugs zulassen. Allerdings werden den Zulassungsstellen bestimmte Buchstabenblöcke zugeteilt, sodass dennoch Hinweise auf den Ort der Erstzulassung bestehen. Die Blöcke Axx und Bxx wurden beispielsweise hauptsächlich in der Hauptstadt Asunción ausgegeben. Der Buchstabe E wird nur an steuerbefreite Behördenfahrzeuge vergeben, Traktoren erhalten Kennzeichen beginnend mit T. Für historische Fahrzeuge ist der Buchstabe V vorgesehen. Nummernschilder für Zweiräder sind kleiner (200 mm × 130 mm) und zeigen den Ziffernblock vor den Buchstaben.
Daneben existieren besondere Kennzeichen mit schwarzer Schrift für Personen, deren Amt ihnen politische Immunität verleiht. Darunter fallen Schilder beginnend mit SEN für Senatoren (Senadores), Kennzeichen mit den Buchstaben DIP für Abgeordnete des Unterhauses (Diputados) sowie Schilder der gewählten Bürgervertretungen auf Gemeindeebene (JM für Junta Municipal) und die PJ-Kennzeichen für Richter. Auch temporäre Kennzeichen besitzen Schrift in schwarzer Farbe. Die Kombination beginnt mit dem neuesten Buchstaben, der an der Reihe ist und wird auf Papier gedruckt, welches dann von innen an Front- und Heckscheibe angebracht wird. Jedoch ist dieses zumeist nicht das dann später offiziell registrierte Kennzeichen.
Die Kennzeichen sind in der Regel an das Fahrzeug gebunden. Im Falle des Verlusts erhält der Besitzer ein neues Schild mit identischer Kombination ergänzt um ein kleines rotes Siegel zwischen beiden Blöcken. Dieses Siegel zeigt den Buchstaben D für Duplicato oder T für Triplicado falls es sich bereits um das zweite Ersatzschild handelt.

## Ab April 2019
2014 wurde ein einheitliches Kfz-Kennzeichen der Länder des Mercosur ähnlich der EU vorgestellt. 2016 war geplant es einzuführen. Ab April 2019 soll es nun wirklich eingeführt werden.